# Галумов Ераст Олександрович
Ераст Олександрович Галумов (17 квітня 1958, Тбілісі, Грузинська РСР) — російський політолог і економіст, керівник в blockchein village, видавець і головний редактор журналу «Світ і Політика» та міжнародного журналу російською та китайською мовами «Москва-Пекін. Дві країни-одна справа», кандидат економічних наук, доктор політичних наук, професор (ВАК), автор книг і наукових праць у галузі теорії комунікацій та іміджу держави, член союзу письменників Росії, член міжнародного співтовариства письменницьких спілок, лауреат премії імені Артема Боровика «Золоті пера Росії», член громадської ради Слідчого комітету РФ, Дійсний член Академії військових наук, російський учений і громадський діяч, організатор Пекінського Міжнародного Економічного форуму BIEF, голова Правління ділового клубу «Москва-Пекін», полковник запасу.

## Біографія
У 1979 році з відзнакою закінчив Вище військове політичне училище[уточнити].
З 1979 по 1990 роки служив у Збройних силах СРСР
З 1990 по 1992 рік робота в газеті Комсомольская правда.
З 1992 по 1995 рік президент Фонду соціального захисту військовослужбовців в Москві. Балотувався в депутати Державної Думи РФ 2-го скликання від Забайкалля, але не набрав достатньої кількості голосів.
У 1995 році за поданням Комітету Ветеранів Великої Вітчизняної війни нагороджується Орденом Дружби.
З 1995 по 2000 рік керівник підприємств паливно-енергетичного комплексу.
У 1998 році присвоюється науковий ступінь кандидата економічних наук.
З 2001 по 2006 рік доцент, професор кафедри масових комунікацій та зв'язків громадськістю Дипломатичної академії МЗС РФ.
У 2006 році закінчує курси підвищення кваліфікації у Військовій академії Генерального штабу ЗС РФ за програмою «Оборона і забезпечення безпеки Російської федерації.»
У 2004 році присвоюється науковий ступінь доктора політичних наук.
У 2007 році присвоюється наукове звання професор за спеціальністю.
З 2006 по 2007 роки, директор Інституту актуальних міжнародних проблем Дипломатичної академії МЗС РФ.
З 2001 по 2013 рік генеральний директор Федерального Державного Унітарного Підприємства "Видавництво «Известия Управління справами Президента РФ».
З 2005 року по теперішній час видавець і головний редактор журналу СВІТ і Політика.
З квітня 2015 року, видавець і головний редактор журналу " Москва-Пекін.

## Наукова діяльність
Починаючи з 1995 року, Е. А. Галумов бере активну участь у наукових дослідженнях теорії масових комунікацій, имиджеологии, технологій PR і реклами. Результатом цих досліджень стали фундаментальні праці: «Імідж держави», «Інформація та PR в міжнародних відносинах», «Основи PR», «Імідж проти іміджу», «Инфоколониализм», «Інформація, масова комунікація і міжнародні відносини». Співавтор підручника «Інформація. Дипломатія. Психологія».
У 1998 році Галумову Е. А. присуджено науковий ступінь кандидата економічних наук за спеціальністю: світове господарство і міжнародні економічні відносини.
У 2004 році ступінь доктора політичних наук за спеціальністю: політичні проблеми міжнародних відносин та глобального розвитку, а в 2007-му звання професора по цій спеціальності.
У 2009 році вийшла історико-публіцистична книга Ераста Галумова «Невідомі известия», представлена на здобуття Державної Премії Російської Федерації.
У 2001 році призначений на посаду начальника управління інформаційної безпеки Науково-дослідного і навчального Центру оборонних проблем Академії військових наук.
2001-2006 рр. — доцент, професор кафедри масових комунікації і зв'язків з громадськістю Дипломатичної академії МЗС Росії.
2006-2007 рр. — професор кафедри дипломатії Дипломатичної академії МЗС Росії, директор Інституту актуальних міжнародних проблем Дипломатичної академії МЗС РФ.
З 2005 року по теперішній час головний редактор науково-політичного журналу Світ і Політика;.
C квітня 2015 -головний редактор журналу «Москва-Пекін. Дві країни-одна справа».

## Творча діяльність
Починаючи з 2003 року вийшли в світ чотири авторських музичних альбоми. З 2012 по 2013 рік автор і ведучий популярної щотижневої телевізійної програми «Міжнародна панорама» на телеканалі «Просвіта». З 2012 по 2015 рік автор і ведучий програми "Моє друге Я" на Радіо Росія. У 2015 році на Радіо «Комсомольская Правда» стала виходити щотижнева авторська політична програма Ераста Галумова «Кінець світу».

## Нагороди та членство в громадських організаціях
Нагороджений Орденом Дружби (1995 р.), медалями " за службу в Збройних силах РФ, грамотами та подяками Управління Справами Президента РФ, Адміністрації Президента РФ і Уряду РФ, відомчими нагородами Міністерства оборони РФ, Міністерства закордонних справ РФ, Губернатора Кемеровської Області, Слідчого комітету РФ.
Член союзу письменників Росії. Член міжнародного співтовариства письменницьких спілок. Лауреат премії імені Артема Боровика «Золоті пера Росії». Член громадської ради Слідчого комітету РФ. Дійсний член Академії військових наук.
Входить до складу Громадської ради при Слідчому комітеті Російської Федерації.